# HMS Minotaur (1793)
El HMS Minotaur fue un navío de línea británico de 2 puentes y 74 cañones de la clase Courageux construido en los astilleros de Woolwich entre 1788 y 1793. Comisionado para la Royal Navy, participó en el sitio de Génova de 1800 y combatió en las batallas del Nilo, de Trafalgar y de Copenhague. Se perdió por un hundimiento en 1810.

## Carrera en laRoyal Navy
El HMS Minotaur combatió en la batalla del Nilo, a comienzos de agosto de 1798, enfrentándose, junto al HMS Teseo, al barco francés Aquilon, del que consiguieron su rendición. Tras la batalla, el resultado para el navío habían sido de 23 hombres muertos y 64 heridos.
Después de que los franceses se rindieran en Roma el 29 de septiembre de 1799, su capitán, Thomas Louis, ordenó a su tripulación que remontaran el río Tíber, levantando sobre la colina Palatina la Union Jack. Un año más tarde, durante el asedio de Génova, el Minotaur sirvió como buque insignia de la flota que dirigía el vicealmirante Lord Keith.
Participó en la batalla de Abukir durante la invasión de Egipto en 1801, donde tuvo tres hombres muertos y seis heridos. Debido a que el HMS Minotaur había servido anteriormente en la campaña egipcia, la Royal Navy otorgó a su tripulación la Medalla Naval de Servicios Generales otorgado por el Almirantazgo. Tres años después, el 21 de septiembre de 1804 estuvo presente en la rendición de la guarnición francesa que se alojaba en la ciudad italiana de Civitavecchia. La tripulación del HMS Minotaur compartió el botín por su captura con otros tres barcos británicos. También capturaron la polacra francesa Il Reconniscento.
Bajo el mando del capitán Charles John Moore Mansfield, el HMS Minotaur participó en octubre de 1805 en la batalla de Trafalgar que enfrentó a la Royal Navy dirigida por Horatio Nelson ante la flota combinada franco-española de Pierre Charles Silvestre de Villeneuve. Se situó al final de la escuadra que mandaba el propio Nelson, conjurando Mansfield a su tripulación para evitar a toda costa que los franceses o los españoles consiguieran hacerse con el HMS Minotaur o con cualquier otro navío británico. En un momento dado de la batalla, ordenó escorar hacia el HMS Victory, cuyo casco estaba dañado, y se interpuso entre este y otro barco francés para repeler el ataque. 
Por dicha acción, Mansfield recibiría más tarde una medalla de oro y una espada de homenaje, recuerdos que se guardan en el Museo Marítimo Nacional de Londres. Finalizada la batalla, tuvo un papel decisivo en la captura del navío español Neptuno, que intentó infructuosamente transportar hasta Gibraltar, dado que varios barcos habían planeado una contraofensiva para recuperar los barcos tomados como botín. El Neptuno fue recuperado por su homónimo francés, el Neptune, pero por su estado, ya desarbolado, no consiguió llegar a Cádiz, siendo arrastrado contra la costa, hundiéndose en las cercanías del Castillo de Santa Catalina.
En 1807 el HMS Minotaur sirvió como buque insignia del contralmirante William Essington durante la segunda batalla de Copenhague.

## Hundimiento

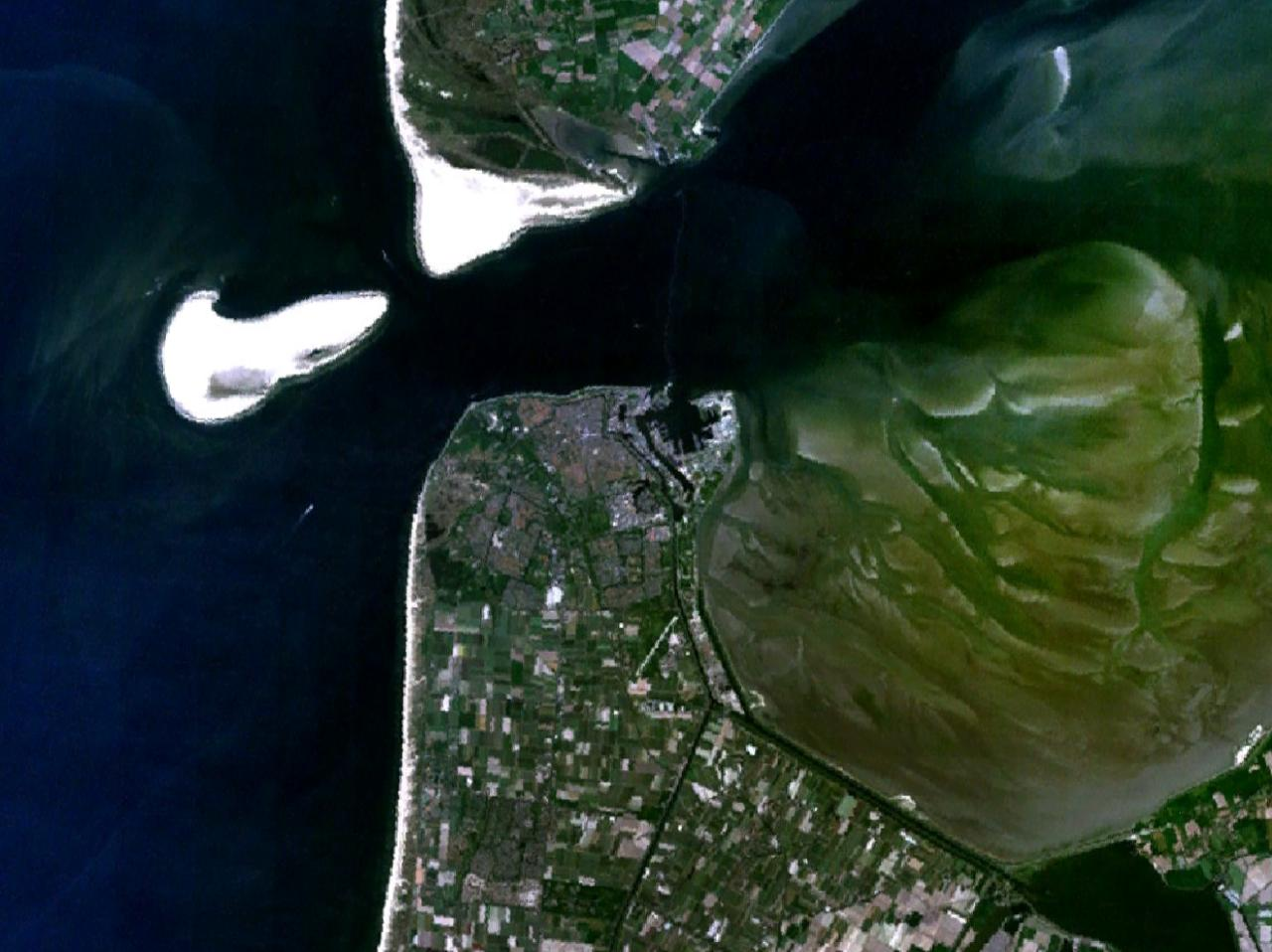
El banco de arena Noorderhaaks contra el que chocó el HMS Minotaur, hoy en día una pequeña isla.

En diciembre de 1810, el HMS Minotaur, se encontraba en ruta desde Gotemburgo al Reino Unido cuando le sorprendió una violenta tormenta cerca de las holandesas islas Frisias. El barco quedó embarrancado en un banco de arena y ladeado, lo que provocó que le entrara una vía de agua que le hundió poco a poco. Los marineros tuvieron que cortar los mástiles para aligerar el peso de la nave. Sin embargo, por la mañana el barco seguía hundiéndose hasta que cerca de las 8 horas el casco se rompió en dos. Entre 370 y 570 hombres perecieron en aquel suceso. Los supervivientes fueron encarcelados y llevados a Francia como prisioneros de guerra.
Fueron liberados tres años y medio después. Una corte marcial decidió que los pilotos del HMS Minotaur habían sido los culpables de dirigir al navío hacia unas posición insegura, después de haber calculado mal la ubicación, desviándose más de sesenta millas náuticas por el clima. Algunos de los supervivientes criticaron a las autoridades holandesas por no haberles rescatado anteriormente, lo que hubiera evitado que muchos hombres sucumbieran en las aguas.